# Håkon Evjen
Håkon Evjen (Narvik, 14 febbraio 2000) è un calciatore norvegese, centrocampista del Bodø/Glimt.

## Biografia
È il figlio di Andreas Evjen, anch'egli calciatore.

## Carriera

### Club
Evjen ha cominciato la carriera con la maglia del Mjølner. Dopo la trafila nelle giovanili, ha esordito in 2. divisjon – terzo livello del campionato norvegese – in data 26 aprile 2015, schierato titolare nella sconfitta per 6-0 arrivata sul campo del Kjelsås. Al termine di quella stessa stagione, il Mjølner è retrocesso in 3. divisjon.
Nel corso del 2016 è passato al Bodø/Glimt, venendo inizialmente aggregato alle giovanili. Il 7 agosto 2017 ha firmato il primo contratto professionistico della sua carriera. Il 22 ottobre successivo ha avuto l'opportunità di debuttare in prima squadra, subentrando a Jens Petter Hauge nel successo per 1-4 arrivato sul campo del Jerv. Al termine dell'annata, il Bodø/Glimt ha centrato la promozione in Eliteserien.
Il 29 aprile 2018 ha quindi esordito nella massima divisione locale, sostituendo Amor Layoni nel pareggio per 0-0 sul campo del Sarpsborg 08. Il 27 maggio successivo ha trovato il primo gol da professionista, nella vittoria per 4-0 arrivata sul Ranheim. Il 7 giugno 2018 ha prolungato il contratto che lo legava al club sino al giugno 2021.
Il 17 settembre 2019 è stato reso noto il suo trasferimento agli olandesi dell'AZ Alkmaar, a partire dal 1º gennaio 2020 e per i successivi quattro anni e mezzo.

### Nazionale
Evjen ha rappresentato la Norvegia a livello Under-15, Under-16, Under-17, Under-18 e Under-20.
Con quest'ultima selezione, ha preso parte al campionato mondiale Under-20 2019, figurando nella lista dei convocati del commissario tecnico Pål Arne Johansen, diramata il 30 aprile dello stesso anno.
Il 31 maggio 2023 è stato incluso tra i convocati del commissario tecnico Leif Gunnar Smerud in vista dell'imminente campionato europeo Under-21.

## Statistiche

### Presenze e reti nei club
Statistiche aggiornate al 27 gennaio 2024.
| Stagione          | Club              | Campionato        | Campionato | Campionato | Coppe nazionali | Coppe nazionali | Coppe nazionali | Coppe continentali | Coppe continentali | Coppe continentali | Supercoppe | Supercoppe | Supercoppe | Totale | Totale |
| Stagione          | Club              | Comp              | Pres       | Reti       | Comp            | Pres            | Reti            | Comp               | Pres               | Reti               | Comp       | Pres       | Reti       | Pres   | Reti   |
| ----------------- | ----------------- | ----------------- | ---------- | ---------- | --------------- | --------------- | --------------- | ------------------ | ------------------ | ------------------ | ---------- | ---------- | ---------- | ------ | ------ |
| 2015              | Mjølner           | 2D                | 16         | 0          | CN              | 1               | 0               | -                  | -                  | -                  | -          | -          | -          | 17     | 0      |
| gen.-giu. 2016    | Mjølner           | 3D                | 7          | 0          | CN              | 1+              | 0               | -                  | -                  | -                  | -          | -          | -          | 8+     | 0      |
| Totale Mjølner    | Totale Mjølner    | Totale Mjølner    | 23         | 0          |                 | 2+              | 0               |                    | -                  | -                  |            | -          | -          | 25+    | 0      |
| 2017              | Bodø/Glimt        | 1D                | 3          | 0          | CN              | 0               | 0               | -                  | -                  | -                  | -          | -          | -          | 3      | 0      |
| 2018              | Bodø/Glimt        | ES                | 15         | 1          | CN              | 2               | 0               | -                  | -                  | -                  | -          | -          | -          | 17     | 1      |
| 2019              | Bodø/Glimt        | ES                | 29         | 13         | CN              | 0               | 0               | -                  | -                  | -                  | -          | -          | -          | 29     | 13     |
| gen.-giu. 2020    | Jong AZ Alkmaar   | ED                | 3          | 0          | -               | -               | -               | -                  | -                  | -                  | -          | -          | -          | 3      | 0      |
| 2020-2021         | Jong AZ Alkmaar   | ED                | 15         | 4          | -               | -               | -               | -                  | -                  | -                  | -          | -          | -          | 15     | 4      |
| 2021-2022         | Jong AZ Alkmaar   | ED                | 2          | 0          | -               | -               | -               | -                  | -                  | -                  | -          | -          | -          | 2      | 0      |
| 2022-gen. 2023    | Jong AZ Alkmaar   | ED                | 1          | 0          | -               | -               | -               | -                  | -                  | -                  | -          | -          | -          | 1      | 0      |
| Totale Jong AZ    | Totale Jong AZ    | Totale Jong AZ    | 21         | 4          |                 | -               | -               |                    | -                  | -                  |            | -          | -          | 21     | 4      |
| gen.-giu. 2020    | AZ Alkmaar        | E                 | 3          | 0          | CO              | 1               | 0               | UEL                | 2                  | 0                  | -          | -          | -          | 6      | 0      |
| 2020-2021         | AZ Alkmaar        | E                 | 9          | 1          | CO              | 1               | 0               | UCL+UEL            | 0+2                | 0                  | -          | -          | -          | 12     | 1      |
| 2021-2022         | AZ Alkmaar        | E                 | 24         | 3          | CO              | 2               | 0               | UEL+UECL           | 1+6                | 0+1                | -          | -          | -          | 33     | 4      |
| 2022-gen. 2023    | AZ Alkmaar        | E                 | 8          | 0          | CO              | 1               | 0               | UEL                | 7                  | 2                  | -          | -          | -          | 16     | 2      |
| Totale AZ         | Totale AZ         | Totale AZ         | 44         | 4          |                 | 4               | 0               |                    | 18                 | 3                  |            | -          | -          | 63     | 7      |
| gen.-giu. 2023    | Brøndby           | SL                | 15         | 3          | CD              | -               | -               | -                  | -                  | -                  | -          | -          | -          | 15     | 3      |
| 2023-gen. 2024    | Brøndby           | SL                | 11         | 1          | CD              | 4               | 0               | -                  | -                  | -                  | -          | -          | -          | 15     | 1      |
| Totale Brøndby    | Totale Brøndby    | Totale Brøndby    | 26         | 4          |                 | 4               | 0               |                    | -                  | -                  |            | -          | -          | 30     | 4      |
| 2024              | Bodø/Glimt        | ES                | 26         | 4          | CN              | 1               | 1               | UCL+UEL            | 6+8                | 0+3                | -          | -          | -          | 41     | 8      |
| Totale Bodø/Glimt | Totale Bodø/Glimt | Totale Bodø/Glimt | 73         | 18         |                 | 3               | 1               |                    | 14                 | 3                  |            | -          | -          | 90     | 22     |
| Totale carriera   | Totale carriera   | Totale carriera   | 187        | 30         |                 | 13+             | 1               |                    | 32                 | 6                  |            | -          | -          | 232+   | 37     |

## Palmarès
- Campionato norvegese: 1

Bodø/Glimt: 2024